# Fibra têxtil

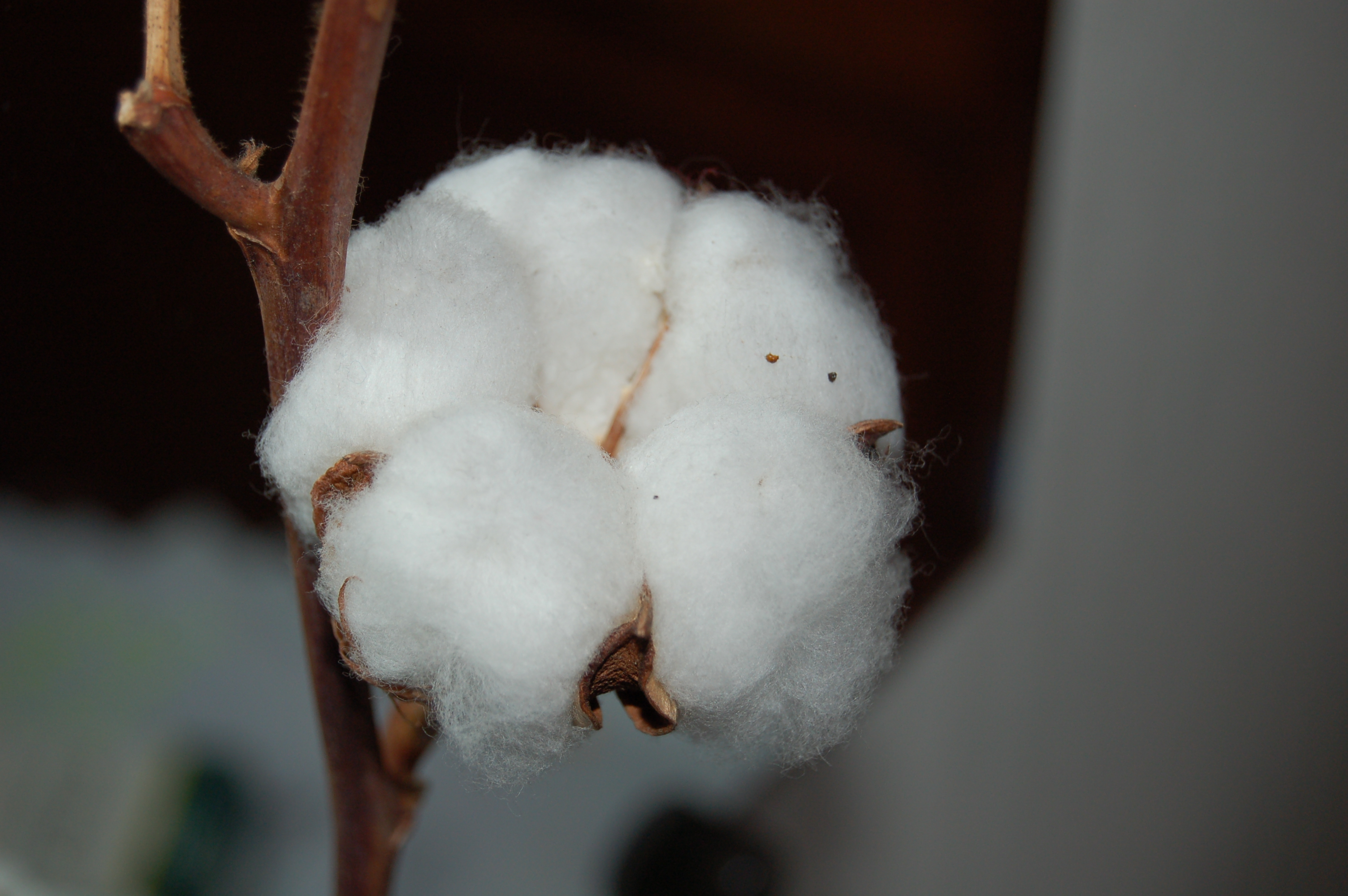
O algodão é a fibra têxtil mais consumida no mundo.

Fibra têxtil é a matéria-prima fibrosa a partir da qual os tecidos têxteis são fabricados. As fibras são transformadas em fios pelo processo de fiação. Estes diferem entre si, e dependem do comprimento das fibras, que podem ser longas, como as fibras de seda, ou curtas, como por exemplo as fibras de algodão ou lã. Entre as naturais, a do algodão é certamente a mais importante, e representa, aproximadamente, 50% da produção mundial anual de fibras.
As fibras animais são responsáveis por 6% da produção mundial, dentre as quais a lã é a mais importante. Há também as fibras de crina de diversos tipos de cabra, ou coelho no caso do Angorá, que fornecem o mohair e a cashmere, e as finíssimas fibras produzidas pelo bicho-da-seda. Com exceção da seda, as fibras naturais são relativamente curtas (em média, entre dois e 50 centímetros de comprimento).

## Classificação
As fibras têxteis são classificadas conforme a sua origem, que pode ser natural ou não-natural. etc.

## Fibras Naturais
São as fibras retiradas prontas da natureza. Podem ser classificadas quanto a sua origem em: vegetal, animal e mineral.

### Fibras de origem vegetal
São as fibras obtidas a partir de:
- Sementes e frutos: algodão (CO), coco (CK);
- Caules: linho (CL), rami (CR), abacá (CB), cânhamo (CH), juta (CJ), malva, bambu;
- Folhas: sisal (CS), curauá (CN).

### Fibras de origem animal
São as fibras obtidas a partir de:
- Pelos: lã de ovelha (WO), casimira (WK), mohair, lã de coelho angorá (WA), lã de cabra (WP), lã de vicunha, lã de alpaca, lã de lhama, lã de camelo;
- Secreções: seda (S).

### Fibras de origem mineral
Existem vários tipos de fibras de origem mineral, entre elas: a crisotila, a crocidolita, a fibra de basalto e amianto.

## Fibras não-naturais
São fibras que não são retiradas prontas da natureza, são obtidas a partir de polímeros que no final são moldados em forma de filamento. Pode-se dividi-las em fibras artificiais e sintéticas.

### Fibras artificiais
São fibras produzidas pelo Homem, porém, utilizando como matéria-prima polímeros naturais de origem celulósica ou proteica, estes polímeros são regenerados dando origem a novas fibras. As mais comumente usadas são a viscose (CV), o acetato (CA), o Lyocel (CLY) e o Modal (CP).

### Fibras sintéticas
São fibras produzidas pelo homem usando como matéria-prima produtos químicos, da indústria petroquímica. As mais conhecidas são o poliéster (PES), a poliamida (PA), o acrílico (PAC), o polipropileno (PP) e o poliuretano elastomérico (PUR) também conhecido como Elastano, além das Aramidas (Kevlar e Nomex).

## Nomenclatura
Tem como simbologia letras apenas em maiúsculo derivando de palavras inglesas (no caso das sintéticas do latim que influenciou a primeira), como por exemplo: CO Algodão, PP polipropileno.
É comum, porém incorreto, chamar pelos nomes de marca comercial:
- Lycra - marca registrada da DuPont: polímero poliureteno elastomérico (PUR);
- Nylon - (Dupont) Poliamida (PA);
- Kevlar - (DuPont) Poliaramida de carbono ou Policarbamida;
- Nomex - (DuPont).

Caracteristicas da fibra textil:
1. filtragem
2. Repelência á agua
3. Isolamento térmico
4. Higrocapacidade
5. Elastecidade
6. Resistência
7. Inflamabilidade